# (7243) 1990 VV3
A (7243) 1990 VV3 a Naprendszer kisbolygóövében található aszteroida. Ueda, S., Kaneda, H. fedezte fel 1990. november 12-én.